# Hokejski klub Acroni Jesenice
HK Jesenice,  ili HK Acroni Jesenice, je slovenski klub u hokeju na ledu iz Jesenica. Klub je godinama nastupao u međunarodnoj austrijskoj i slovenskoj hokejaškoj ligi. Domaće utakmice igraju u dvorani Podmežakla kapaciteta 5.900 sjedećih mjesta. Klupsko sjedište je na adresi Ledarska 4, Jesenice.

## Povijest[1]
Acroni Jesenice su u mnogo čemu sinonim za slovenski hokej u cjelini. Klub je u šezdeset godina postojanja osvojio čak trideset naslova prvaka. Iz škole hokeja u Jesenicama izašlo je mnogo velikih igrača i reprezentativaca. Najpoznatiji su Rudi Hiti koji je u primljen u Kuću slavnih međunarodnog hokejaškog saveza IIHF, i Anže Kopitar, zvijezda NHL ekipe Los Angeles Kings. Jesenice su prva strana momčad koja je nastupila u EBEL-u. Austrijanci su željeli nadopuniti ligu od sedam klubova i ugledna momčad s druge strane Karavanki je bila optimalan izbor. U prvoj sezoni 2006./07., "železari" su osvojili peto mjesto propustivši doigravanje u posljednjem kolu. U sljedeće dvije sezone kada u ligu ulaze Olimpija i Alba, Jeseničani zauzimaju šesta mjesta te ispadaju u četvrtfinalima doigravanja. U sezoni 2007./08. bolji je bio Linz, a sljedeće godine nepremostiva prepreka je bio Red Bull Salzburg. U sezoni 2009./10. Jesenice su imale razočaravajuću godinu, kao i drugi slovenski predstavnik Olimpija Ljubljana. Obje slovenske momčadi nisu se uspjele plasirati u doigravanje te su zauzele posljednje i pretposljednje mjesto na tablici. 

## Trofeji
- Prvenstvo Slovenije (9): 1991./92., 1992./93., 1993./94., 2004./05., 2005./06., 2007./08., 2008./09., 2009./10., 2010./11.
- Prvenstvo Jugoslavije (23): 1956./57., 1957./58., 1958./59., 1959./60., 1960./61., 1961./62., 1962./63., 1963./64., 1964./65., 1965./66., 1966./67., 1967./68., 1968./69., 1969./70., 1970./71., 1972./73., 1976./77., 1977./78., 1980./81., 1981./82., 1984./85., 1986./87., 1987./88.

## Vanjske poveznice
- Službena stranica